# Judit Kathona
Judit Kathona, coniugata Ináncsiné (Komárom, 24 aprile 1943 – 20 giugno 2019), è stata una cestista ungherese.

## Carriera
Con l'Ungheria disputò tre edizioni dei Campionati europei (1966, 1968, 1970).